# Gabriel Antonio Mestre
Gabriel Antonio Mestre (Mar del Plata, 15 settembre 1968) è un arcivescovo cattolico argentino, dal 27 maggio 2024 arcivescovo emerito di La Plata.

## Biografia
Gabriel Antonio Mestre è nato a Mar del Plata il 15 settembre 1968 da Cándido Mestre e Ana Luisa Gasparoli, commercianti borghesi del quartiere di San Juan.
È stato battezzato nella parrocchia di San Giuseppe a Mar del Plata, ha ricevuto la prima comunione nella parrocchia di San Paolo ed è stato cresimato nella cattedrale dei Santi Pietro e Cecilia a Mar del Plata nell'ottobre del 1984.

### Formazione e ministero sacerdotale
Ha completato la sua formazione primaria presso la scuola nº 61, e quella secondaria presso l'ENET nº 1, ottenendo il titolo di tecnico chimico.
Ha quindi studiato servizio sociale per un anno presso l'Università Nazionale di Mar del Plata. Nel marzo del 1989 è entrato nel seminario maggiore di La Plata, diplomandosi con i titoli di professore di filosofia e scienze dell'educazione e di professore di teologia e scienze religiose.
Nel 2001 ha conseguito la laurea in teologia biblica presso la Pontificia università cattolica argentina a Buenos Aires con una tesi intitolata Felipe y el eunuco etíope: Hechos 8, 25–40.
Il 2 agosto 1996 è stato ordinato diacono per la diocesi di Mar del Plata nella cattedrale diocesana da monsignor José María Arancedo. Il 16 maggio dell'anno successivo è stato ordinato presbitero nella stessa cattedrale dal medesimo prelato. Il giorno dopo ha celebrato la sua prima messa in cattedrale. In seguito è stato vicario parrocchiale della parrocchia della basilica cattedrale dei Santi Pietro e Cecilia a Mar del Plata dal 1997 al 2000; parroco della parrocchia dell'Assunzione della Beata Vergine Maria e cappellano dell'ospedale materno e infantile di Mar del Plata dal 2002 al 2010; vice-rettore e professore nella Facoltà Universitaria di Teologia di Mar del Plata, fondatore ed assessore della commissione biblica diocesana e rappresentante ecclesiastico dell'Istituto di Formazione "Paolo VI" dal 2002 al 2007, parroco della parrocchia dell'Immacolata Concezione a Villa Gesell dal 2010 al 2012; assessore del segretariato diocesano della pastorale familiare dal 2010 al 2014 e vicario generale e parroco della basilica cattedrale dei Santi Pietro e Cecilia a Mar del Plata dal 2012 al 2017.
È stato anche consigliere diocesano dei giovani dell'Azione Cattolica, membro del consiglio presbiterale e del collegio dei consultori, membro del centro di pastorale biblica dell'America latina e dei Caraibi della Consiglio episcopale latinoamericano.

### Ministero episcopale
Il 18 luglio 2017 papa Francesco lo ha nominato vescovo di Mar del Plata. Ha ricevuto l'ordinazione episcopale il 26 agosto successivo nella cattedrale dei santi Pietro e Cecilia a Mar del Plata dal vescovo emerito di Mar del Plata Antonio Marino, co-consacranti l'arcivescovo metropolita di Santa Fe de la Vera Cruz José María Arancedo e quello di Paraná Juan Alberto Puiggari. Durante la stessa celebrazione ha preso possesso della diocesi. Questa cerimonia ha segnato un evento storico poiché è stato il primo presule originario di Mar del Plata a ricoprire questo ufficio. Come motto episcopale ha scelto l'espressione "Cristo es nuestra paz" (Cristo è la nostra pace).
Come vescovo di Mar del Plata, ha assunto anche l'incarico di gran cancelliere della Facoltà Universitaria di Teologia di Mar del Plata, dove ha continuato a insegnare Nuovo Testamento.
Dal 2018 è stato anche professore presso il seminario maggiore di La Plata.
Il 2 maggio 2019 è stato ricevuto dal Santo Padre nell'ambito della visita ad limina.
Il 28 luglio 2023 papa Francesco lo ha nominato arcivescovo metropolita di La Plata, succedendo all'arcivescovo Víctor Manuel Fernández, precedentemente nominato prefetto del Dicastero per la dottrina della fede. Ha preso preso possesso dell'arcidiocesi il 16 settembre successivo. È diventato il secondo presule originario di Mar del Plata a ricoprire l'incarico dopo Antonio José Plaza, arcivescovo dal 1955 al 1985.
Il 27 maggio 2024 lo stesso papa ha accolto la sua rinuncia al governo pastorale dell'arcidiocesi di La Plata. In una lettera indirizzata all'arcidiocesi, adduceva le sue dimissioni a una richiesta rivoltagli direttamente dal pontefice, per questioni legate alla diocesi di Mar del Plata. Mestre è stato arcivescovo per otto mesi e mezzo.
Si è quindi trasferito nella diocesi di Chascomús, dove nell'agosto dello stesso anno è stato nominato parroco della parrocchia di Nostra Signora di Fátima, che oltre alla sede di Villa Clelia a Mar de Ajó comprende anche le località di Nueva Atlantis, Pavón e Costa Esmeralda.
In seno alla Conferenza episcopale argentina è stato membro della commissione per la catechesi, l'animazione e la pastorale biblica dal 2017 al 2021 e presidente della stessa dal 2021 al 2023.

## Prese di posizione e pensiero
In diverse interviste, l'arcivescovo Mestre ha elogiato la comunione dei divorziati "con totale e assoluta libertà", ha sottolineato che l'aborto è una questione "delicata" e "complessa" e ha spiegato che aveva nominato persone che vivevano in "matrimoni" tra persone dello stesso sesso a incarichi pastorali e aveva confermato persone "in una situazione di travestimento".

## Genealogia episcopale e successione apostolica
La genealogia episcopale è:
- Cardinale Scipione Rebiba
- Cardinale Giulio Antonio Santori
- Cardinale Girolamo Bernerio, O.P.
- Arcivescovo Galeazzo Sanvitale
- Cardinale Ludovico Ludovisi
- Cardinale Luigi Caetani
- Cardinale Ulderico Carpegna
- Cardinale Paluzzo Paluzzi Altieri degli Albertoni
- Papa Benedetto XIII
- Papa Benedetto XIV
- Papa Clemente XIII
- Cardinale Bernardino Giraud
- Cardinale Alessandro Mattei
- Cardinale Pietro Francesco Galleffi
- Cardinale Giacomo Filippo Fransoni
- Cardinale Carlo Sacconi
- Cardinale Edward Henry Howard
- Cardinale Mariano Rampolla del Tindaro
- Cardinale Antonio Vico
- Arcivescovo Filippo Cortesi
- Arcivescovo Zenobio Lorenzo Guilland
- Vescovo Anunciado Serafini
- Cardinale Antonio Quarracino
- Arcivescovo Héctor Rubén Aguer
- Vescovo Antonio Marino
- Arcivescovo Gabriel Antonio Mestre

La successione apostolica è:
- Vescovo Darío Rubén Quintana Muñiz, O.A.R. (2019)